# Маллиган, Джеймс Вентура
Джеймс Вентура Маллиган (англ. James Venture Mulligan; 13 февраля 1837 — 1907) — австралийский геолог, геологоразведчик и исследователь ирландского происхождения.

## Биография

### Ранняя жизнь
Маллиган родился в Драмгулэнде, графство Даун, и эмигрировал в Австралию в возрасте 21 года в 1860 году. Он поселился в Армидейле в британской колонии Новый Южный Уэльс, где стал мясником и мытарём. Проживая там, Маллиган занялся поисками золота на близлежащих копанях Роки-Ривер.

### Старательство в Квинсленде
В 1867 году Маллиган отправился на север, в колонию Квинсленд, чтобы продолжить поиски удачи на золотых приисках. После посредственного успеха в Гимпи, в начале 1870-х годов Маллиган отправился на золотые прииски Этериджа. Позднее он возглавил группу, отправившуюся на поиски золота на реке Палмер в северном Квинсленде, о которых сообщил Уильям Ханн. 30 июня 1873 года, несмотря на попытки местных аборигенов сжечь их палатки, группа вернулась со 102 унциями золота, пригодного к употреблению. Маллиган сообщил о своей находке 24 августа начальнику золотого прииска Этеридж в Джорджтауне, и вскоре эта информация была широко опубликована в прессе. К началу 1874 года Маллиган вернулся в Палмер и обнаружил там 3000 старателей, столкнувшихся с такими проблемами, как возможное голодание, большое количество кусачих мух и «тёмные», защищающие свои территории. Маллиган предложил создать четыре военизированных лагеря туземной полиции, чтобы очистить район от «подлых наклонностей тёмных». Впоследствии район Палмера заполонили более 30 000 старателей, многие из которых были китайцами. Маллиган, поддерживая идею предоставления привилегированного статуса старателям европейского происхождения, стал одним из главных организаторов антикитайских движений. В сентябре 1874 года Маллиган возглавил поисковую экспедицию на юго-восток от Палмера, в ходе которой он дал название реке Ходжкинсон и Маунт-Маллиган. В 1875 году он получил 1000 фунтов стерлингов за открытие золотых приисков Палмера и был назначен руководителем спонсируемой правительством поисковой экспедиции. Эта экспедиция охватила и оценила обширный регион для колониальной эксплуатации, и Маллиган назвал множество рек и достопримечательностей. Во время этой разведки Маллиган нашел оловянную руду в верховьях реки Герберт. В 1876 году он вернулся к реке Ходжкинсон и нашел золото, что вызвало бурный поток на золотые прииски Ходжкинсона.
В течение нескольких лет Маллиган жил в Торнборо на золотых приисках Ходжкинсона, продолжая заниматься поисковыми работами. В 1880 году он обнаружил серебро в Серебряной долине к западу от Хербертона. В том же году Маллиган вместе с Кристи Палмерстоном отправился в экспедицию на поиски золота к северу от реки Палмер. Эта миссия была в основном безуспешной, но Маллиган смог описать случай, когда Палмерстон совершил налет на поселение аборигенов, убив мужчин и похитив мальчика для использования в качестве личного слуги. Маллиган восхищался методом Палмерстона «цивилизовать черных», а также его поисковыми навыками и предложил правительству финансировать Палмерстона для борьбы с аборигенами вдоль реки Дейнтри с целью создания там золотого месторождения.
В середине 1880-х годов Маллиган отправился на запад, чтобы исследовать минеральные районы вокруг Клонкурри, и несколько лет проработал в городе Кройдон в качестве управляющего шахтами. С начала 1890-х годов и до своей смерти в 1907 году он вернулся в Столовую область Квинсленда, участвуя в различных горнодобывающих предприятиях, включая добычу олова, сурьмы, меди и вольфрама.

### Дальнейшая жизнь
Маллиган женился в Брисбене 5 марта 1903 года. В том же году он приобрел отель Mount Molloy. Он умер 24 августа 1907 года от пневмонии, сломав несколько ребёр при падении с балкона, когда пытался ударить человека во время драки в Маунт-Карбайн. Он был похоронен на кладбище Маунт-Моллой. Его надгробие гласит:
Посвящается памяти Джеймса Венчура Маллигана, старателя и исследователя, умершего в Маунт-Моллой в возрасте 69 лет. RIP. Воздвигнуто несколькими старыми друзьями.

### Наследие
В его честь были названы город Маунт-Маллиган и шоссе Маллиган на крайнем севере Квинсленда, а также река Маллиган на юго-западе Квинсленда.
Могила Джеймса Вентура Маллигана была внесена в реестр наследия Квинсленда в 1992 году.